# Clarke Carlisle
Clarke James Carlisle (ur. 14 października 1979 w Preston) – angielski piłkarz występujący na pozycji środkowego obrońcy w Burnley. 

## Kariera
W piłkę nożną zaczął grać w młodym wieku, inspirował się swoim ojcem, niegdyś półprofesjonalnym piłkarzem. Jako junior reprezentował swoje hrabstwo Lancashire. Karierę zawodową rozpoczął w zespole Blackpool i we wrześniu 1997 roku zadebiutował w Football League. Dla Blackpool rozegrał 93 mecze ligowe, zaś w maju 2000 roku przeszedł do Queens Park Rangers. W tym samym roku rozegrał trzy spotkania w reprezentacji Anglii do lat 21. Z powodu kontuzji więzadła krzyżowego opuścił wiele spotkań Queens Park Rangers i w pewnym momencie był bliski zakończenia kariery. W sezonie 2003/2004 z powodów problemów alkoholowych nie grał przez jeden miesiąc. Po tym sezonie opuścił Londyn i trafił do Leeds United.
W tym klubie grał przez jeden rok, po czym podpisał kontrakt z Watford w sierpniu 2005 roku. W sezonie 2005/2006 zajął wraz z zespołem trzecie miejsce w lidze i awansował do Premier League poprzez grę w barażach. Jednak z powodu urazu uda był wykluczony z gry przez większość pierwszego sezonu w najwyższej klasie rozgrywkowej w Anglii. W marcu 2007 roku przebywał jednomiesięcznym wypożyczeniu w Luton Town. 16 sierpnia 2007 roku szkoleniowiec Burnley Steve Cotterill podpisał z nim kontrakt na kwotę 200 tysięcy funtów. W sezonie 2008/2009 zagrał w ponad 40 meczach pierwszego zespołu i dotarło do półfinału Pucharu Ligi oraz awansowało po 33 latach do Premier League poprzez baraże. W finałowym meczu play-offów został wybrany najlepszym graczem spotkania, a Burnley pokonało 1:0 Sheffield United.